# شين ماكنامارا
شين ماكنامارا (بالإنجليزية: Sean McNamara)‏ هو منتج أفلام وكاتب سيناريو ومخرج وممثل أمريكي، ولد في 9 مايو 1962 ببربانك في الولايات المتحدة.

## أعمال

### أفلام
- (2005) أطول يارد[3]

### مسلسلات
- أبناء المختبر
- زيك ولوثر[4]

## وصلات خارجية
- شين ماكنامارا على موقع IMDb (الإنجليزية)
- شين ماكنامارا على موقع ألو سيني (الفرنسية)
- شين ماكنامارا على موقع أول موفي (الإنجليزية)
- شين ماكنامارا على موقع بوكس أوفيس موجو (الإنجليزية)
- شين ماكنامارا على موقع قاعدة بيانات الأفلام السويدية (السويدية)
- شين ماكنامارا على موقع قاعدة بيانات الفيلم (الإنجليزية)
- شين ماكنامارا على موقع كينوبويسك (الروسية)
- شين ماكنامارا على موقع كينوبويسك (الروسية)